# 野平明雄
野平 明雄（のひら あきお、1937年 - 2015年2月4日）は、日本の卓球選手。
千葉県立佐倉高等学校を経て専修大学出身。
1955年度、全日本卓球選手権大会では津野達雄と出場した男子ダブルスで荻村伊智朗 / 田中利明組を2-0で破り優勝。
1956年、東京で開催された第23回世界卓球選手権シングルス準決勝で田中に1-3で敗れ銅メダル。津野と出場した男子ダブルスで16強。
フォアハンドの豪打を武器に専修大学で活躍。現役引退後は指導者としても活躍し、千葉県の千城台卓球クラブで少年少女の育成に励み、五輪代表、世界代表の選手を育て上げた。平成元年アジアジュニア男子監督。1993年のアジアカップ日本代表男子総監督。元専修大学卓球部総監督。
元日本代表・元全日本監督の野平孝雄は実弟。
2012年には日本卓球人賞を受賞した。